# Långtjärnen (Boda socken, Värmland)
Långtjärnen är en sjö i Kils kommun i Värmland och ingår i Göta älvs huvudavrinningsområde.